# An Adventure on the Mexican Border
An Adventure on the Mexican Border er en amerikansk stumfilm fra 1913 af Romaine Fielding.

## Medvirkende
- Romaine Fielding
- Mary Ryan
- Robyn Adair
- Richard Wangermann
- Eleanor Mason